# NUKAT
NUKAT (Narodowy Uniwersalny Katalog Centralny, deutsch Nationaler Universaler Zentralkatalog) ist ein digitaler Bibliothekskatalog in Polen. Die Zentrale befindet sich in der Universitätsbibliothek Warschau.
Der Verbundkatalog wurde am 21. Oktober 2002 begründet. Er enthält Angaben zu Büchern, Zeitschriften, Musikalien, Filmen, Karten und weiteren Medieneinheiten von über 170 wissenschaftlichen Bibliotheken. Er ist Bestandteil des Virtual International Authority File (VIAF).